# Baloane de săpun
Baloane de săpun este o pictură în ulei pe pânză din perioada 1859 realizată de pictorul francez Édouard Manet. Face parte dintr-o serie de lucrări care îl prezintă pe fiul nelegitim al artistului, Léon Koelin-Leenhoff, celelalte fiind Băiat cărând o sabie și Dejunul în atelier. Îl arată la vârsta de 15 ani suflând baloane de săpun, care simbolizează caracterul laconic al vieții. Acum se află în Muzeul Calouste Gulbenkian din Lisabona, care l-a achiziționat prin intermediul lui André Weil în New York, în noiembrie 1943.